# Crustumerium
Crustumerium (auch Crustumeria) war eine antike Stadt in Latium, die unweit Roms an der Via Salaria im Hügelland zwischen Fidenae, Nomentum und Eretum im Bereich des heutigen römischen Stadtteils Marcigliana lag.
Ihre erst spät erfundene Gründungssage bezieht flüchtige Trojaner oder Sikeler ein und bringt den Namen mit Klytaimnestra in Verbindung. Sie wird auch von einigen Autoren als athenische Kolonie bezeichnet.
Die Stadt Crustumerium wird im Zusammenhang mit der römischen Gründungssage, Königszeit und frühen Republik genannt, etwa beim Raub der Sabinerinnen des Romulus. Dionysios berichtet (III 49) die Unterwerfung der Stadt durch Rom unter dessen König Lucius Tarquinius Priscus, Titus Livius dagegen verlegt die Einnahme der Stadt in das Jahr 499 v. Chr.  Moderne Historiker datieren diese Ereignisse noch später: Laut Klaus Bringmann (2002) wurde Crustumerium (zusammen mit Fidenae und Ficulea) „der Tradition nach im Jahre 426“ erobert, woraufhin das Gebiet als „tribus Crustumeria“ besiedelt worden sei, während Hermann Bengtson (1982) die endgültige Eroberung der Stadt und die Schaffung der „tribus Clustumina“ („nach einer 20-jährigen Waffenruhe“) erst ins Jahr 405 v. Chr. bzw. kurz danach legt. 
Die spärlichen Erwähnungen in der republikanischen Zeit und Plinius des Älteren Bericht, die Stadt sei neben einigen anderen latinischen Städten vernichtet worden, passen zusammen. 
Seit 1982 wird im Gebiet der antiken Stadt gegraben. Dabei wurden vor allem circa 200 Gräber, teilweise mit Grabbeigaben, freigelegt. 